# Illuminant D65

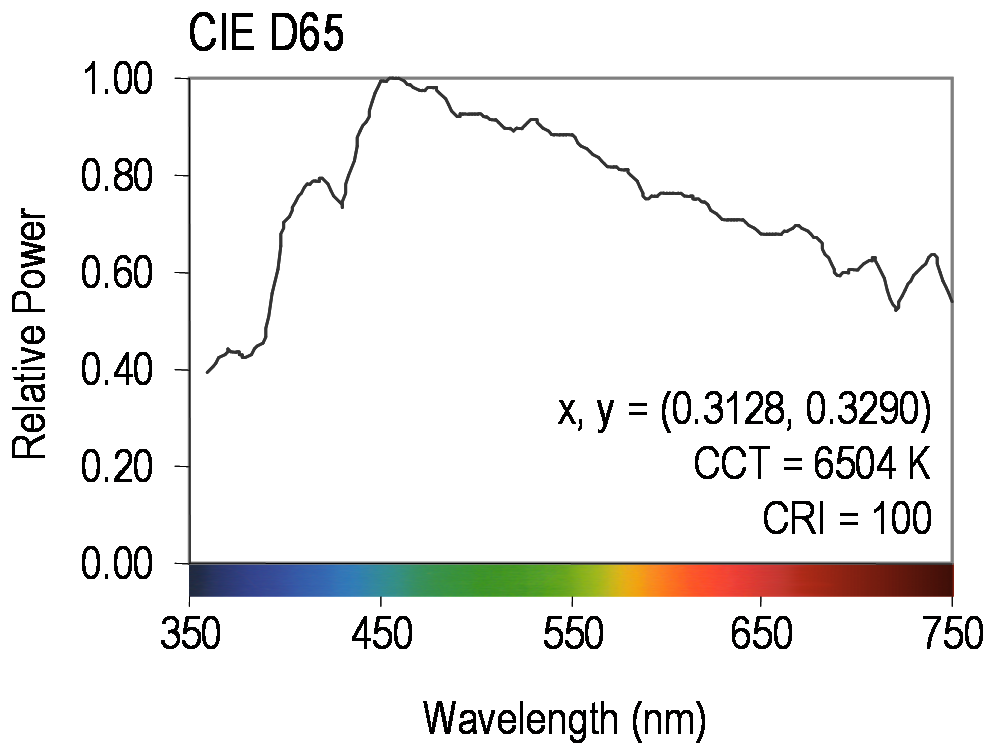
Distribució de potència espectral de D65.

L'il·luminant estàndard CIE D65 (de vegades escrit D65) és un estàndard d'il·luminació d'ús comú definit per la Comissió Internacional d'Il·luminació (CIE). Forma part de la sèrie D d'il·luminants que intenten representar condicions d'il·luminació estàndard a l'aire lliure en diferents parts del món.

Distribució de potència espectral relativa de l'il·luminant D i un cos negre de la mateixa temperatura de color correlacionada, normalitzada a uns 560 nm.

D65 correspon aproximadament a la llum mitjana del migdia a Europa occidental/nord d'Europa (que inclou tant la llum solar directa com la llum difosa per un cel clar), per tant, també s'anomena il·luminador de llum diürna. Com que qualsevol il·luminant estàndard es representa com una taula de dades espectrofotomètriques mitjanes, qualsevol font de llum que estadísticament tingui la mateixa distribució de potència espectral relativa (SPD) es pot considerar una font de llum D65. No hi ha fonts de llum D65 reals, només simuladors. La qualitat d'un simulador es pot avaluar amb l'índex de metamerisme CIE.
El CIE posiciona D65 com a il·luminant estàndard de la llum diürna:
«[D65] està pensat per representar la llum diürna mitjana i té una temperatura de color correlacionada d'aproximadament 6500 K. L'il·luminant estàndard CIE D65 s'ha d'utilitzar en tots els càlculs colorimètrics que requereixin una llum diürna representativa, tret que hi hagi raons específiques per utilitzar un il·luminant diferent. Se sap que es produeixen variacions en la distribució de la potència espectral relativa de la llum del dia, especialment a la regió espectral ultraviolada, en funció de l'estació, l'hora del dia i la ubicació geogràfica. »
— ISO 10526:1999/CIE S005/E-1998, Il·luminants estàndard CIE per a colorimetria.
El CIE va introduir tres il·luminants estàndard el 1931:
- R: Simulador de bombetes incandescents
- B: simulador de llum diürna (directe)
- C: Simulador de llum diürna (ombra)

Utilitzant l'observador estàndard de 2°, les coordenades de cromaticitat de l'espai de color CIE 1931 de D65 són{\displaystyle {\begin{aligned}x&=0.31271=31.271\%\\y&=0.32902=32.902\%\\z&=0.35827=35.827\%\end{aligned}}}